# Stargate Atlantis
Stargate: Atlantis är en kanadensisk-amerikansk science fiction-TV-serie, som är en spinoff från Stargate SG-1, och sändes för första gången 24 juli 2004. Serien skrevs av Brad Wright och Robert C. Cooper, som tillsammans med Joseph Mallozzi, Paul Mullie och N. John Smith även producerade densamma. För regin står Martin Wood och Andy Mikita och för musiken står Joel Goldsmith. Huvudrollerna gestaltas av Torri Higginson, Joe Flanigan, David Hewlett, Rachel Luttrell, Paul McGillion, Jason Momoa, Amanda Tapping, Jewel Staite samt Robert Picardo - alla medverkar dock inte i alla 5 säsongerna. Serien producerades av MGM och filmades i Kanada. TV-serien är baserad på filmen Stargate från 1994. I mitten av augusti 2008 meddelade Multichannel News att femte säsongen skulle bli den sista. och det sista avsnittet, "Enemy at the gate", sändes 9 januari 2009. Efterföljaren till serien är Stargate Universe.

## Introduktion
Serien utspelar sig i staden Atlantis, som är rasen De Gamlas (the Ancients) förlorade stad, belägen i Pegasus-galaxen. Dit har ett hundratal forskare från ett tiotal nationer, tillsammans med soldater som skyddar dem, lyckats ta sig, sedan man upptäckt att man kan ta sig dit genom att kombinera åtta särskilda stenar med rätt symboler i en så kallad stjärnport. Dessa stjärnportar, eller stargates som de också kallas, finns runt om i hela universum och används som portaler mellan olika världar. Den energimängd som krävs för att förflytta varelser genom stjärnportarna är enorm och Atlantis har inte nog med energi för att sända tillbaka expeditionen, så människorna blir därför till en början strandsatta på Atlantis. Redan i pilotavsnittet presenteras en ny och fruktansvärd fiende till mänskligheten – Wraith – en art som lever på människornas livsgnista och äter genom att hålla sina händer mot människans bröstkorg och på så sätt suga ut dess livskraft. I tredje säsongen möter de ännu en fruktansvärd fiende till mänskligheten - Replikatorerna, Asuranerna - som är robotar i människoform och en avkomma från De Gamla.
Atlantis Expeditionens medlemmar är uppdelat i olika grupper och färgerna visar i vilken grupp medlemmarna är en del av:
- Röd (civil, ledare)
- Blå (forskare)
- Gul (medicinsk)
- Svart (militär)
- Grön (tekniker)

## Skådespelare
- Joe Flanigan - Major (senare Överstelöjtnant) John Sheppard (2004-2009)
- David Hewlett - Dr Rodney McKay (2004-2009)
- Rachel Luttrell - Teyla Emmagan (2004-2009)
- Jason Momoa - Ronon Dex (2005-2009)
- Jewel Staite - Dr Jennifer Keller (2007-2009)
- Robert Picardo - Richard Woolsey (2008-2009)
- Paul McGillion - Dr Carson Beckett (2004-2007)
- Torri Higginson - Dr Elizabeth Weir (2004-2007)
- Amanda Tapping - Överste Samantha Carter (2007-2008)
- Rainbow Sun Francks - Löjtnant Aiden Ford (2004-2005)

### Vanligt förekommande gästskådespelare
- Connor Trinneer - Michael Kenmore
- Mitch Pileggi - Överste Steven Caldwell
- David Nykl - Dr Radek Zelenka (2004-2009)

## Säsonger och avsnitt

### Säsong 1 (2004-2005)
Säsong 1 började att visas på amerikansk TV den 16 juli 2004. Atlantisexpeditionen under ledning av doktor Elizabeth Weir anländer till De Gamlas stad Atlantis. De möter ett folk som bor på den planeten som de även blir nära vänner med. Avskurna från jorden möter de rätt så snart en mäktig fiende, Wraith. Kampen mot denna art, som är en hybrid mellan människan och en insekt, fortsätter under större delen av säsongen. Säsongen avslutas med en så kallad "cliffhanger" där Atlantis är omringad av Wraith.

### Säsong 2 (2005-2006)
Atlantisexpeditionen lyckas med nöd och näppe undvika att Wraith tog dem tillfånga genom att övertyga dessa om att Atlantis blivit förstört. Med hjälp av Daedalus och en ny ZPM återfår de även kontakten med jorden. Säsongen utgår i mycket från doktor Becketts utvecklande av ett retrovirus, avsett att återföra Wraith till människor. Många misslyckanden står i deras väg men framsteg görs ändå. Säsongen avslutas med att Wraith är på väg mot jorden, för nya skördemarker.

### Säsong 3 (2006-2007)
Wraith stoppas på vägen mot jorden, men är fortfarande ett stort hot mot Atlantisexpeditionen. Samtidigt möter expeditionen en ny fiende, asuranerna, vilka är bestämda i sin uppfattning att Atlantis och expeditionen skall krossas och förstöras. Kort därefter återfinner de ett skepp bestående av De Gamla och dessa kräver tillbaka makten över Atlantis.
Atlantis, nu under De Gamlas kontroll och med Atlantisexpeditionen tillbaka på jorden, invaderas av asuranerna och samtliga av De Gamla dödas. Atlantisexpeditionen lyckas återta staden och tar samtidigt över 3 stycken ZPM (Zero Point Module).

### Säsong 4 (2007-2008)
Några nya saker som kommer i säsong 4 är att det kommer en ny kvinnlig doktor, eftersom den gamla doktorn, Carson Becket, har dött.
Samantha Carter från SG-1 kommer ersätta den gamla expeditionsledaren Elisabeth Weir på grund av att dr Weir blir kidnappad av replikatorer. Under säsongens gång trappas kriget mot replikatorerna upp och leder till att människorna allieras tillfälligt med wraith och "travellers" för att förgöra replikatorerna för gott. De lyckas utplåna alla, förutom Elisabeth Weirs klon och en besättning.

### Säsong 5 (2008-2009)
Atlantis-teamet kommer i kontakt med en "ny" ras. Daniel Jackson kommer på besök. En gammal vän kommer tillbaka och Atlantis hittar hem....

### Fotnoter
1. ↑  Darren Sumner (20 augusti 2008). ”Stargate Atlantis will end this season” (på engelska). Gateworld. Arkiverad från originalet den 13 juni 2016. https://web.archive.org/web/20160613044435/http://www.gateworld.net/news/2008/08/istargate_atlantisi_will_end_thi.shtml. Läst 10 juli 2016.